# Джессіка Стек
Джессіка Стек (англ. Jessica Steck; нар. 6 серпня 1978) — колишня південноафриканська тенісистка.
Найвищу одиночну позицію світового рейтингу — 140 місце досягла 16 березня 1998, парну — 56 місце — 3 березня 2003 року.
Здобула 5 одиночних та 1 парний титул.
Найвищим досягненням на турнірах Великого шолома було 2 коло в парному та змішаному парному розрядах.
Завершила кар'єру 2006 року.

## Фінали турнірів WTA

### Парний розряд: 2 (1–1)
| Легенда                |
| ---------------------- |
| Великий Шлем (0–0)     |
| Tier I (0–0)           |
| Tier II (0–0)          |
| Tier III, IV & V (1–1) |

| Фінали за покриттям |
| ------------------- |
| Тверде (0–1)        |
| Трава (0–0)         |
| Ґрунт (0–0)         |
| Килим (1–0)         |

| Результат | Дата            | Турнір                             | Покриття   | Партнерка     | Суперниці                            | Рахунок       |
| --------- | --------------- | ---------------------------------- | ---------- | ------------- | ------------------------------------ | ------------- |
| Поразка   | 22 лютого 1999  | U.S. National Indoor Championships | Тверде (i) | Аманда Кетцер | Ліза Реймонд Ренне Стаббс            | 3–6, 4–6      |
| Перемога  | 22 вересня 2002 | Challenge Bell 2002, Канада        | Килим (i)  | Саманта Рівз  | Марія Емілія Салерні Фабіола Сулуага | 4–6, 6–3, 7–5 |

## Фінали ITF
| турніри $100,000 |
| турніри $75,000  |
| турніри $50,000  |
| турніри $25,000  |
| турніри $10,000  |

### Одиночний розряд: 9 (5–4)
| Результат | Ранг | Дата              | Турнір                           | Покриття   | Суперниця          | Рахунок           |
| --------- | ---- | ----------------- | -------------------------------- | ---------- | ------------------ | ----------------- |
| Перемога  | 1.   | 2 березня 1996    | ITF Преторія, ПАР                | Тверде     | Анґела Бюрґіс      | 6–3, 6–2          |
| Перемога  | 2.   | 4 травня 1996     | Гатфілд, Велика Британія         | Ґрунт      | Жулі Пуллен        | 7–6, 7–6          |
| Поразка   | 3.   | 17 листопада 1996 | Каїр, Єгипет                     | Ґрунт      | Аліна Текшор       | 6–7, 5–0 ret.     |
| Перемога  | 4.   | 11 травня 1997    | Лі-он-зе-Солент, Велика Британія | Ґрунт      | Магалі Лямарр      | 6–3, 6–2          |
| Поразка   | 5.   | 19 травня 1997    | Сочі, Росія                      | Тверде     | Ніно Луарсабішвілі | 5–7, 0–6          |
| Поразка   | 6.   | 2 березня 1998    | Рокфорд (Іллінойс), США          | Тверде (i) | Ніколь Пратт       | 2–6, 3–6          |
| Перемога  | 7.   | 21 травня 2000    | Джексон (Міссісіпі), США         | Ґрунт      | Дон Бут            | 6–1, 7–6          |
| Поразка   | 8.   | 30 липня 2000     | Солт-Лейк-Сіті, США              | Тверде     | Вінне Пракуся      | 6–4, 4–6, 6–7(19) |
| Перемога  | 9.   | 13 травня 2001    | ITF Мідлотіан, США               | Ґрунт      | Феріель Ессегір    | 7–5, 6–3          |

### Парний розряд: 15 (4–11)
| Результат | Ранг | Дата              | Турнір                               | Покриття | Партнерка          | Суперниці                          | Рахунок          |
| --------- | ---- | ----------------- | ------------------------------------ | -------- | ------------------ | ---------------------------------- | ---------------- |
| Поразка   | 1.   | 17 листопада 1996 | ITF Каїр, Єгипет                     | Тверде   | Катарина Среботнік | Майке Каутстал Андреа ван ден Гурк | w/o              |
| Поразка   | 2.   | 4 травня 1997     | Гатфілд, Велика Британія             | Ґрунт    | Лусі Ал            | Ширлі-Енн Сіддалл Джоан Ворд       | 6–3, 4–6, 5–7    |
| Поразка   | 3.   | 23 листопада 1997 | Порт-Пірі, Австралія                 | Тверде   | Александра Ольша   | Нанні де Вільєрс Ліза Макші        | 4–6, 3–6         |
| Перемога  | 4.   | 17 травня 1998    | Гейнс-Сіті (Флорида), США            | Ґрунт    | Нанні де Вільєрс   | Морін Дрейк Рената Колбовіч        | 6–3, 6–2         |
| Поразка   | 5.   | 24 травня 1998    | Спартанбург (Південна Кароліна), США | Ґрунт    | Рената Колбовіч    | Ісіда Кейко Наґатомі Кейко         | 3–6, 5–7         |
| Перемога  | 6.   | 16 травня 1999    | Мідлотіан, США                       | Ґрунт    | Нанні де Вільєрс   | Еріка Делоун Аннабел Еллвуд        | 6–4, 6–0         |
| Поразка   | 7.   | 31 жовтня 1999    | Даллас, США                          | Тверде   | Саманта Рівз       | Еммануель Гальярді Ірина Селютіна  | 3–6, 3–6         |
| Поразка   | 8.   | 7 лютого 2000     | Рокфорд (Іллінойс), США              | Тверде   | Аннабел Еллвуд     | Дон Бут Ребекка Єнсен              | 6–7(4), 5–7      |
| Поразка   | 9.   | 27 березня 2000   | Норкрос (Міннесота), США             | Тверде   | Ліндсей Лі-Вотерс  | Юлія Абе Ципора Обзилер            | 7–5, 6–7(7), 4–6 |
| Поразка   | 10.  | 7 травня 2000     | Вірджинія-Біч, США                   | Тверде   | Ліза Макші         | Дон Бут Машона Вашінгтон           | 6–1, 3–6, 6–7(2) |
| Поразка   | 11.  | 21 травня 2000    | Джексон (Міннесота), США             | Ґрунт    | Карін Міллер       | Жоана Кортез Міріам Д'Агостіні     | 4–6, 7–5, 1–6    |
| Поразка   | 12.  | 30 липня 2000     | Солт-Лейк-Сіті, США                  | Тверде   | Саманта Рівз       | Ліза Макші Ірина Селютіна          | w/o              |
| Перемога  | 13.  | 14 жовтня 2001    | Галландейл (Флорида), США            | Ґрунт    | Аліна Жидкова      | Еріка Краут Ванеса Краут           | 4–6, 6–2, 6–3    |
| Поразка   | 14.  | 23 квітня 2002    | Дотан (Алабама), США                 | Ґрунт    | Саманта Рівз       | Фудзівара Ріка Мая Палавершич      | 3–6, 0–6         |
| Перемога  | 15.  | 19 травня 2002    | ITF Шарлотсвілл, США                 | Ґрунт    | Еріка Делоун       | Терін Ешлі Крістен Шлукебір        | 6–2, 2–6, 7–5    |

## Досягнення
| W | Ф | ПФ | ЧФ | #Р | КТ | К# | DNQ | A | NH |

### Парний розряд
| Турнір                                 | 1998 | 1999 | 2000 | 2001 | 2002 | 2003 | SR     | W–L  |
| -------------------------------------- | ---- | ---- | ---- | ---- | ---- | ---- | ------ | ---- |
| Відкритий чемпіонат Австралії з тенісу |      | 2р   | 1р   |      |      | 2р   | 0 / 3  | 2–3  |
| Відкритий чемпіонат Франції з тенісу   |      | 2р   | 1р   |      | 1р   | 1р   | 0 / 4  | 1–4  |
| Вімблдонський турнір                   | 1р   | 1р   | 1р   | К1р  | 2р   |      | 0 / 4  | 1–4  |
| Відкритий чемпіонат США з тенісу       | К1р  | 2р   |      |      | 1р   |      | 0 / 2  | 1–2  |
| В-П                                    | 0–1  | 3–4  | 0–3  | 0–0  | 1–3  | 1–2  | 0 / 13 | 5–13 |

### Мікст
| Турнір                                 | 1999 | 2000 | SR    | W–L |
| -------------------------------------- | ---- | ---- | ----- | --- |
| Відкритий чемпіонат Австралії з тенісу |      |      | 0 / 0 | 0–0 |
| Відкритий чемпіонат Франції з тенісу   | 1р   | 2р   | 0 / 2 | 0–2 |
| Вімблдонський турнір                   | 2р   |      | 0 / 1 | 1–1 |
| Відкритий чемпіонат США з тенісу       |      |      | 0 / 0 | 0–0 |
| В-П                                    | 1–2  | 0–1  | 0 / 3 | 1–3 |

## Рейтинг WTA на кінець року

### Одиночний розряд
| Рік     | 1996 | 1997  | 1998  | 1999  | 2000  | 2001  | 2002  |
| Рейтинг | 266  | ▲ 187 | ▼ 192 | ▼ 230 | ▲ 213 | ▼ 245 | ▼ 361 |

### Парний розряд
| Рік     | 1996 | 1997  | 1998  | 1999 | 2000  | 2001  | 2002 | 2003  |
| Рейтинг | 347  | ▲ 232 | ▲ 159 | ▲ 80 | ▼ 125 | ▼ 190 | ▲ 88 | ▼ 134 |